# لكمة شيبان (مناخة)

تعديل مصدري - تعديل

لكمة شيبان هي إحدى قرى عزلة مسار بمديرية مناخة التابعة لمحافظة صنعاء، بلغ تعداد سكانها 130 نسمة حسب تعداد اليمن لعام 2004.